# Lola B11/40
La Lola B11/40 è una vettura sport-prototipo da competizione categoria LMP2 progettata e realizzata nel 2011 dalla Lola Racing Cars in base ai regolamenti ACO, per gareggiare nella 24 Ore di Le Mans e nel campionato Le Mans Series. 
È stata la prima vettura ad essere progettata secondo le direttive dell'Automobile Club de l'Ouest (ACO) per la classe LMP2, dove le auto sono alimentate esclusivamente da motori di derivazione stradale. 
Annunciata il 21 luglio 2010, la vettura è dotata di una monoscocca scoperta in fibra di carbonio dotata di un bodykit interamente in carbonio, carrozzeria posteriore rimovibile a sgancio rapido che include uno shark fin sul cofano motore posteriore, requisito resosi necessario dalle normative di sicurezza.
La vettura ha partecipato alla 24 ore di Le Mans 2011 e 2013.